# Antonio Agliardi
Antonio Agliardi (Cologno al Serio, 4 de septiembre de 1832-Roma, 19 de marzo de 1915) fue un cardenal católico italiano, arzobispo, y diplomático papal.

## Vida
Nació en Cologno al Serio, en lo que ahora es la provincia de Bergamo.
Estudió teología y ley canónica, y luego de actuar como sacerdote parroquial en su diócesis nativa por doce años fue enviado por el papa a Canadá como el capellán del obispo. A su regreso fue nombrado secretario para la Congregación de la Propaganda.
En 1884, fue nombrado arzobispo in partibus de Caesarea por el Papa León XIII y enviado a India como Delegado Apostólico para informar sobre el establecimiento de la jerarquía en el país.
En 1887 visitó la India otra vez, para llevar a cabo en tiempo y forma el concordato, acuerdo con Portugal. El mismo año fue nombrado secretario de la Congregación super negotiis ecclesiae extraordinariis. En 1889 deviene Nuncio Apostólico papal de Baviera en Múnich y en 1892 en Viena. Dejándose implicar en las disputas eclesiásticas que dividieron Hungría en 1895, fue sujeto de queja formal por el gobierno húngaro y en 1896 fue relevado.
En el consistorio de 1896 fue elevado a cardenal presbítero de Santi Nereo e Achilleo. En 1899 fue nombrado cardenal obispo de Albano. En 1903 fue nombrado vicerrector de la Iglesia católica y divino Canciller de la Cancillería Apostólica de la Secretaría de Estado en 1908.
Murió en Roma a los 82 años de edad y fue enterrado en Bergamo.